# Patrícia Alba
Patrícia Bazotti, conhecida como Patrícia Alba, (Porto Alegre, 13 de setembro de 1975) é uma advogada e política brasileira filiada no Movimento Democrático Brasileiro (MDB).

## Biografia

### Início de vida
Patrícia Bazotti Alba nasceu em Porto Alegre, Rio Grande do Sul, em 13 de setembro de 1975. Ela morou em Cachoeirinha por 25 anos.

### Formação acadêmica
Patrícia Alba formou-se em Direito pela Universidade Luterana do Brasil (Ulbra). É advogada com atuação em Direito Eleitoral.

## Carreira política

### Primeira-dama de Gravataí
Casada com o ex-prefeito de Gravataí, Marco Alba, Patrícia Alba exerceu a função de primeira-dama do município durante a gestão do marido, de 2013 a 2020.

### Deputada estadual
Em 2018, Patrícia Alba concorreu ao cargo de deputado estadual e ficou como suplente. Posteriormente, com a eleição de Sebastião Melo como prefeito de Porto Alegre, Carlos Búrigo, que era suplente de Juvir Costella, assumiu a vaga de titular. Assim, Patrícia Alba assumiu como suplente em exercício de Juvir Costella e, mais tarde, com a eleição de Fábio Branco para prefeito de Rio Grande, assumiu como titular.
Foi contrária à proposta de reforma tributária do governo e, quando o governo exonerou temporariamente Juvir Costella para evitar que a deputada votasse contra, Patrícia Alba pediu a saída do MDB da Gestão Leite. No entanto, foi favorável à reforma da previdência dos militares proposta pelo Eduardo Leite.
Patrícia Alba foi reeleita deputada estadual nas eleições de 2022 com 44.871 votos. Atualmente, preside a Comissão Permanente de Finanças, Planejamento, Fiscalização e Controle e a Frente Parlamentar de Comércio de Bens e Serviços da Assembleia Legislativa do Rio Grande do Sul. Também foi empossada como procuradora especial da mulher da Assembleia Legislativa em março de 2023.
Entre suas proposições, destaca-se o Projeto de Lei 109/2021, que institui o Dia da Chimia no Estado do Rio Grande do Sul. Ela também destinou emendas parlamentares para projetos sociais, como o de luto parental.

## Desempenho em eleições
| Ano  | Eleição                       | Partido | Cargo             | Votos  | Resultado | Ref.   |
| ---- | ----------------------------- | ------- | ----------------- | ------ | --------- | ------ |
| 2018 | Estadual no Rio Grande do Sul | MDB     | Deputado estadual | 33.390 | Suplente  | [ 12 ] |
| 2022 | Estadual no Rio Grande do Sul | MDB     | Deputado estadual | 44.871 | Eleito    | [ 7 ]  |